# STS-1

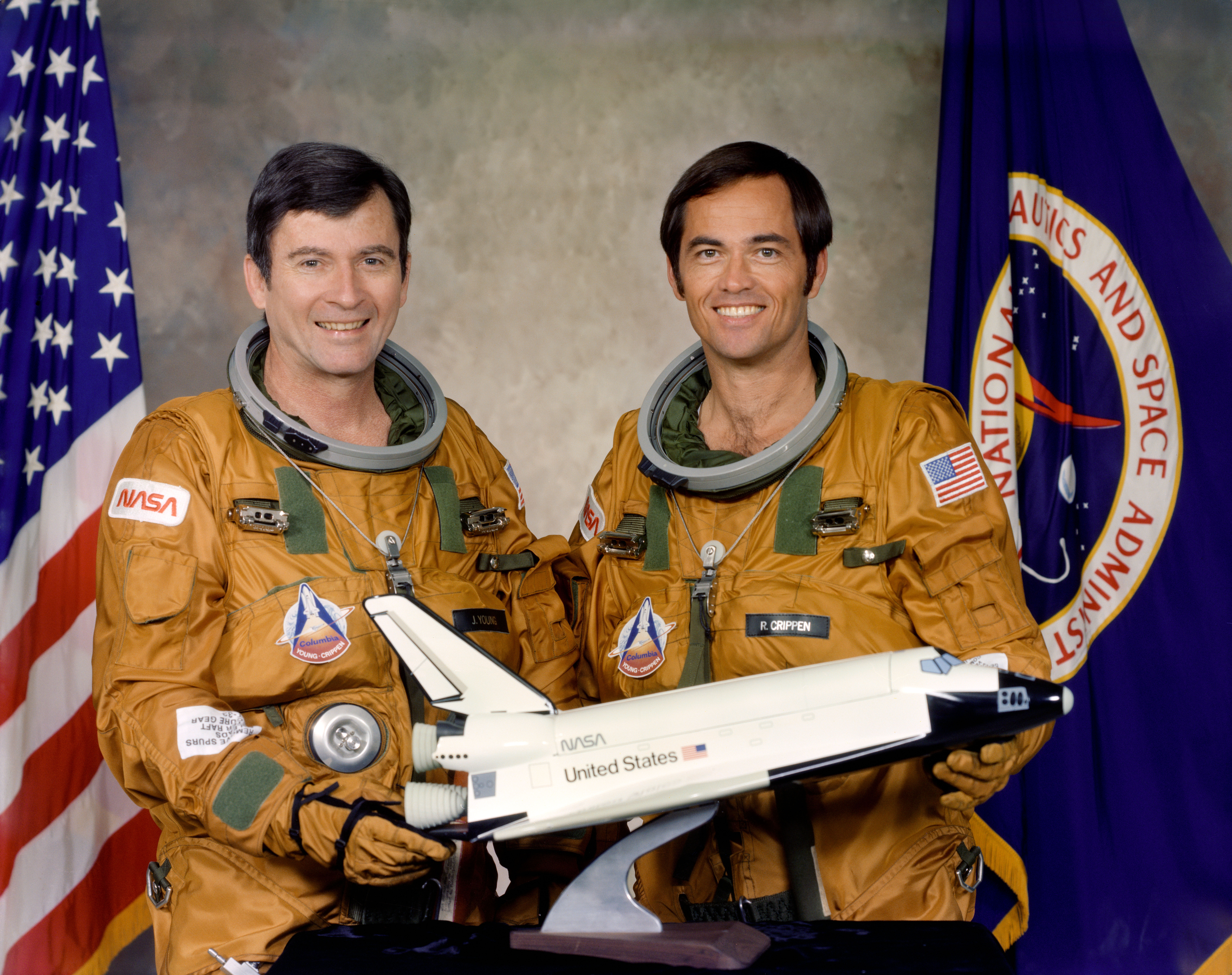
Екіпаж STS-1

STS-1 (англ. space transportation system) — перший випробувальний космічний політ багаторазового транспортного космічного корабля «Колумбія» за програмою «Спейс Шаттл», здійснений 12 квітня 1981 року. Перший політ корабля багаторазового використання.
Політ «Колумбії» STS-1 став першим пілотованим космічним польотом, здійсненим США після шестирічної перерви слідом за польотом за програмою «Союз — Аполлон».
Згідно з НАСА, система «Спейс Шаттл» була покликана забезпечити постійний зв'язок між землею і космосом. Система «Спейс Шаттл» — це комплекс, до складу якого входять власне космічний корабель, наземна інфраструктура, засоби зв'язку, підготовка екіпажів, організація доставки вантажів та планування польотів. Система «Спейс Шаттл» мала стати елементом проєкту, який включав би космічні станції, автоматичні міжпланетні зонди і, урешті-решт, пілотований політ на Марс.
Запуск відбувся у 20-ту річницю першого польоту людини в космос на кораблі «Восток-1», який здійснив Юрій Гагарін (СРСР). Це був збіг обставин, аніж святкування ювілею: запуск STS-1 був запланований на два дні раніше, але через технічну проблему затримався на два дні.

## Екіпаж
- (НАСА): Джон Янг (5)[2] — командир. Ветеран програм «Джеміні» і «Аполлон».
- (НАСА): Роберт Кріппен (1) — пілот.

Це був 5-й космічний політ Джона Янга. Він став першим астронавтом, які здійснили п'ять космічних польотів. Також він став першим (і, найімовірніше, останнім) космонавтом, що керував кораблями чотирьох різних типів. До польоту на шатлі «Колумбія» Янг здійснив два польоти на кораблях «Джеміні» і два польоти на кораблях «Аполлон» до Місяця, але на 10-му він керував командним модулем, а на 16-му — місячним, по суті це два різних кораблі. У квітні 1972 року Джон Янг побував на Місяці, будучи командиром корабля «Аполлон-16». Через два роки після STS-1 Янг здійснить свій останній політ (STS-9), 6-й за рахунком, і стане першим, хто здійснив шість космічних польотів. Сьомий, уже запланований політ Янга восени 1986 року зірвався через катастрофу «Челленджера» в січні.
Для Роберта Кріппена місія «Колумбія» STS-1 була 1-м космічним польотом, надалі він здійснив ще три польоти як командир «Челленджера», причому вони з Янгом по черзі ставили рекорди чисельності екіпажу: першим екіпажем із 5 осіб на «Челленжері» (STS-7), командував Кріппен (до того ж перша жінка в американському екіпажі), потім перший екіпаж із 6 на «Колумбії» — командир Янг (STS-9) (у цьому екіпажі перший іноземець на американському кораблі), потім перший екіпаж із 7 на «Челленжері» під командуванням Кріппена, до того ж перший вихід американки у відкритий космос і вперше у світі — дві жінки в одному екіпажі (STS- 41-G). Уже запланований 5-й політ Кріппена не відбувся з тієї ж причини — вибух «Челленжера», після якого польоти припинилися на 32 місяці, поставивши крапку в кар'єрі багатьох заслужених астронавтів.

## Дублери
Дублерами були астронавти, які готувалися до другого польоту шатла «Колумбія» STS-2
- (НАСА): Джо Енгл[en] — командир.
- (НАСА): Річард Трулі[en] — пілот.

## Мета
Перші чотири польоти шатла «Колумбія» розглядалися НАСА як серія орбітальних випробувальних польотів (орбітальні льотні випробування). Політ STS-1 став першим із них.
Єдиним корисним навантаженням шатла в польоті була система реєстрації польотних даних. Ця система складалася з безлічі датчиків і вимірювальних приладів, які фіксували температуру, тиск і значення прискорення в різних точках шатла під час старту, виходу на навколоземну орбіту, польоту по орбіті, сходження з орбіти і приземлення.
Головним завданням першого польоту шатла були:
- Перевірка загальних польотних якостей корабля під час старту, у польоті і при приземленні.
- Випробування всіх складових компонент системи «Космічний човник»: орбітер, твердопаливні прискорювачі і зовнішній паливний бак.
- Перевірка аеродинамічних властивостей і стійкість конструкції під дією екстремальних навантажень під час старту і приземлення.
- Перевірка надійності теплозахисного покриття.
- Перевірка теплового режиму корабля, як із закритими, так і з відкритими стулками вантажного відсіку.
- Перевірка систем маневрування та коригування параметрів орбіти і навігаційних систем корабля.

Зовнішній паливний бак для польотів «Колумбія» STS-1 і STS-2 був пофарбований у білий колір. У подальших польотах, починаючи з STS-3, з метою економії ваги паливний бак більше не фарбували.
Офіційну емблему до польоту «Колумбія» STS-1 створив художник Роберт Макколл.

## Безпека
Усі компоненти шатла пройшли випробування окремо, але в комплекті система до даного польоту не випробовувалася у реальному космічному польоті.
Через особливості корабля була порушена традиційна методика випробувань: раніше, як у радянських, так і американських космічних програмах, першого пілотованого польоту передували льотні випробування носія і корабля без екіпажу. У разі «Колумбії» перший же політ був пілотованим. Це було пов'язане, навіть враховуючи великі наземні випробування, з великою часткою ризику, проте поставлене завдання було успішно виконано.
Для приземлення «Колумбії» була обрана військово-повітряна база Едвардс у Каліфорнії. Її злітно-посадкова смуга обладнана на висохлому соляному озері Роджерса в пустелі Мохаве, тому вона ширше і довше смуги в Космічному центрі імені Кеннеді у Флориді, що допускало відхилення від траєкторії приземлення в ширшому діапазоні. На випадок непередбачених обставин для «Колумбії» передбачалася можливість розвороту і приземлення на злітно-посадковій смузі Космічного центру Кеннеді, або переліт через океан і приземлення в Європі, або приземлення після одного витка в Каліфорнії або в Нью-Мексико. Посадка на ракетному полігоні «Білі піски» (White Sands) у Нью-Мексико передбачалася на випадок дощу над базою Едвардс у Каліфорнії (дощ робить висохле соляне озеро, на якому обладнана злітно-посадкова смуга бази Едвардс, непридатним для приземлення) або відмови одного з основних двигунів шатла. Також посадка була можлива на військово-повітряній базі Хікам на Гавайських островах, на базі Рота в Іспанії, на базі Кадена на Окінаві (острови Рюкю).
Для членів екіпажу в кабіні «Колумбії» були встановлені крісла-катапульти, які були створені на основі крісел американського надзвукового літака-розвідника SR-71. Катапультування екіпажу передбачалося в разі відмови двох основних двигунів шатла раніше семи хвилин після старту або втрати керування шатлом до висоти 30,48 км. Катапультовані крісла використовувалися у всіх чотирьох випробувальних польотах (STS-1 — STS-4). Починаючи з польоту «Колумбії» STS-5, в екіпажі якого було четверо астронавтів, крісла-катапульти більше не використовувалися.
Атмосферою в кабіні «Колумбії» слугувала повітряна суміш, що складається з кисню (21 %) і азоту (79 %). Тиск повітря в кабіні підтримувалося приблизно рівним одній атмосфері.
На випадок неможливості відкриття вантажного відсіку передбачалася дострокова посадка «Колумбії» на базі Едвардс після п'яти витків навколо Землі.
На борту «Колумбії» були скафандри, призначені для непередбаченого виходу у відкритий космос — наприклад, у разі відмови механічних замків вантажного відсіку. У цьому випадку в космос повинен був виходити КРІППО. Передбачалося, що перед виходом, тиск у кабіні зменшується до 0,6 атмосфери і змінюється склад повітряної суміші (28 % кисню та азоту 72 %). При такому зниженому тиску астронавти повинні були залишатися протягом 14 годин, щоб видалити надлишки азоту з крові, після цього Кріппен відправився б у шлюзову камеру.
Вісімнадцять наземних станцій забезпечували стеження за польотом «Колумбії». Були задіяні також станції стеження міністерства оборони США. Станції стеження розташовувалися як у США, так і в Австралії, Іспанії, Сенегалі, Ботсвані, Еквадорі, Чилі, Великій Британії на Бермудах, Сейшельських островах і на Гуамі. Запасний центр управління польотом був організований в космічному центрі імені Годдарда.
У кабіні «Колумбії» були встановлені дві телекамери, які передавали телевізійний сигнал на землю. Астронавти Янг і Кріппен знімали те, що відбувається на 16-міліметрову кінокамеру і 35- і 70-міліметрові фотокамери.

## Підготовка до польоту
Космічна програма «Космічний човник» стартувала в 1972 році. У 1977 році було проведено успішні випробування (відпрацювання посадки, старт з борту літака Boeing 747) першого дослідного шатла «Ентерпрайз», перший пілотований політ у космос планувався в березні 1979 року.
Шатл «Колумбія» збирали протягом чотирьох років на підприємстві фірми Rockwell International у Каліфорнії. До моменту перельоту з Каліфорнії до Флориди теплозахисне покриття шатла, яке складається з більш ніж 31 000 плиток, було не повністю змонтовано — бракувало більш ніж чверті плиток. Щоб під дією повітряних потоків не відірвалися вже встановлені плитки, відсутні були замінені пластмасовими імітаторами. Перед перельотом «Боїнг» з укріпленим на його спині шатлом здійснив короткий пробний політ. Незважаючи на всі обережності, безліч імітаторів і штатних теплозахисних плиток відірвалися під час перельоту. Останні 11 000 теплозахисних плиток змонтували вже в ангарі Космічного центру імені Кеннеді. Там же на «Колумбію» встановили основні двигуни і двигуни маневрування на орбіті.
24 березня 1979 року шатл «Колумбія» був привезений до Космічного центру імені Кеннеді на спеціально обладнаному Boeing 747 з дослідницького центру Драйдена в Каліфорнії. У цей час попередньою датою старту «Колумбії» вважалося 9 листопада 1979 року.
Шатл «Колумбія» був переданий НАСА 25 березня 1979 року і поміщений в ангар, де почалася безпосередня підготовка до першого польоту. Попереду було ще закінчити установку теплозахисних плиток на днище «Колумбії».

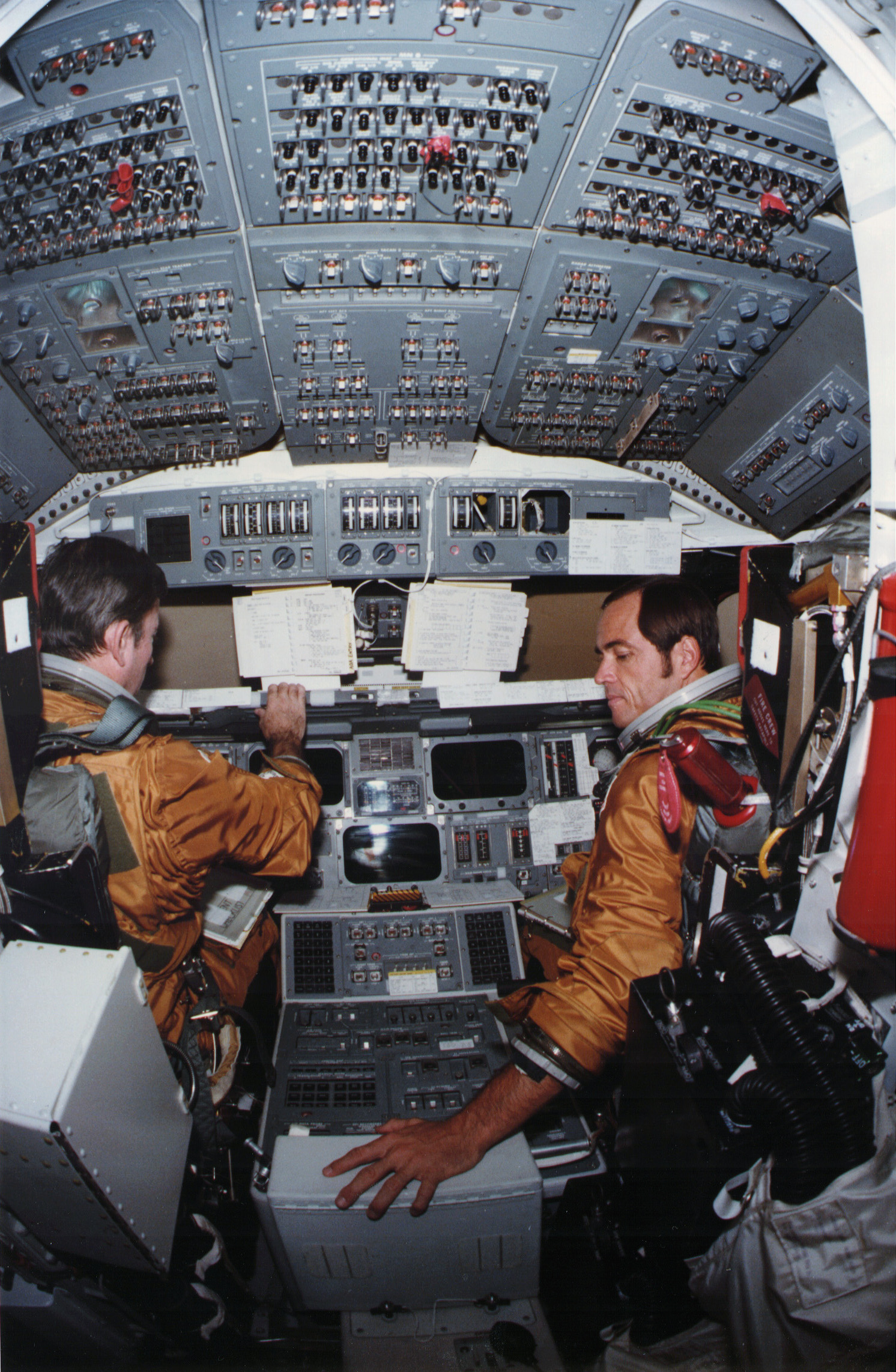
Янг і Кріппен у кабіні шатла «Колумбія» під час тренування.

У червні 1979 року директор НАСА Роберт Фрош сказав, що перший політ шатла відбудуться не раніше березня 1980 року, але найбільш реальна дата — червень 1980 року.
У липні 1979 року в космічний центр імені Кеннеді з Нового Орлеана, де розташоване складальне виробництво Мішуд (Мішу Асамблеї Фонду) — виробника паливних баків для шатлів на баржі був привезений зовнішній паливний бак, призначений для першого польоту шатла. Його встановили в секції № 4 будівлі вертикальної збірки.
Підготовка до складання комплексу почалася в грудні 1979 року. У січні 1980 року в секції № 3 будівлі вертикальної збірки були встановлені у вертикальне положення два твердопаливних прискорювачі.
Проблеми з кріпленням теплозахисних плиток змушували кілька разів переносити перший політ. Крім того, виявилися проблеми з основною руховою установкою шатла. Двигуни довелося демонтувати, повністю перевірити ще раз і потім знову встановити на шатлі.
У січні 1980 року директор НАСА Роберт Фрош, посилаючись на проблеми кріплення теплозахисних плиток, повідомив, що перший політ шатла може відбутися в період з 30 листопада 1980 до 31 березня 1981 року.
Проблеми з кріпленням плиток і руховою установкою були вирішені в другій половині 1980 року.
На початку листопада 1980 року зовнішній паливний бак і два твердопаливних прискорювачі були зібрані разом.
24 листопада 1980 року шатл «Колумбія» був перевезений в будівлю вертикальної збірки, де з'єднаний із зовнішнім паливним баком і твердопаливними прискорювачами.
29 грудня 1980 року шатл «Колумбія» був перевезений з будівлі вертикальної збірки на стартовий майданчик 39А, розташований у 5,6 км від неї.
На початок 1981 року планованою датою запуску шатла «Колумбія» STS-1 було 17 березня.
22 січня була проведена пробна заправка зовнішнього паливного бака рідким воднем, а 24 січня — рідким киснем. При цьому було виявлено відшаровування теплоізоляції, призначеної для запобігання утворення льоду на поверхні заправленого бака, оскільки температури рідких кисню і водню — −183 °C і −253 °C відповідно. На ремонт теплоізоляції знадобилося більше двох тижнів, тому старт «Колумбії» був перенесений на 5 квітня о 11 годині 53 хвилини за Гринвічем.
Час відкриття вікна для старту шатла «Колумбія»:
- 5 квітня 1981 року — 11 год 53 хв за Гринвічем (6:00:53 за часом східного узбережжя США)
- 6 квітня 1981 року — 11 год 52 хв
- 7 квітня 1981 року — 11 год 51 хв
- 8 квітня 1981 року — 11 год 50 хв
- 9 квітня 1981 року — 11 год 49 хв

20 лютого 1981 року проведено пробне включення головних двигунів шатла. Стандартно воно триває близько 20 секунд.
Наприкінці березня було проведено пробний зворотний передстартовий відлік. Після цього старт «Колумбії» був перенесений на 10 квітня 11 годину 50 хвилин. Вікно для старту відкривається через 45 хвилин після сходу сонця на шість годин. Час відкриття і тривалість вікна визначаються наступними вимогами: світлий час доби під час старту (необхідно для проведення якісної кіно- та фотозйомки), штатне приземлення на військово-повітряній базі Едвардс у Каліфорнії і аварійне приземлення на ракетному полігоні «Білі піски» (White Sands Rocket Range) в Нью-Мексико.
6 квітня 1981 року в 4 години 30 хвилин почався зворотний передстартовий відлік. При підготовці до старту 10 квітня на космодромі мису Канаверал був присутній президент США Рональд Рейган. Велася пряма телевізійна трансляція.
10 квітня підготовка до старту протікала без проблем. Астронавти Джон Янг і Роберт Кріппен зайняли свої місця в кабіні шатла. За 20 хвилин до старту була виявлена втрата синхронізації під час обміну даних між основним і резервним комп'ютерами шатла (через помилку в програмному забезпеченні). Старт був скасований за 16 хвилин до розрахункового часу і перенесений на дві доби, на 12 квітня 1981 року майже точно о 12 годині UTC. Таким чином, старт шатла зовсім не був приурочений до 20-ї річниці польоту Гагаріна, що відбувся 12 квітня 1961 року народження, як заведено вважати.

## Опис польоту

### Старт і перший день польоту
12:00:03 12 квітня — 1:00 13 квітня 1981 року
«Колумбія» стартувала 12 квітня 1981 року о 12 год 0 хв 3 с за Гринвічем (о 7 год 0 хв 3 с по часу космодрому на мисі Канаверал). Перший шатл відправився в космос рівно через 20 років після першого польоту людини в космос, який здійснив Юрій Гагарін 12 квітня 1961 року.
Через 2 хвилини 12 секунд після старту на висоті 66 км були відстрілені твердопаливні прискорювачі, які через 5 хвилин на парашутах опустилися в Атлантичний океан на відстані 226 км від місця старту шатла. Координати приводнення твердопаливних прискорювачів — 30° пн. ш 78° зх. д.
Через 8 хвилин 32 секунди після старту, на висоті 137 км, були вимкнені основні двигуни «Колумбії». Через 8 хвилин 50 секунд після старту був скинутий зовнішній паливний бак, який далі летів по балістичній траєкторії і згорів у щільних шарах атмосфери. Його залишки впали в Індійський океан на відстані близько 19 000 км від місця старту шатла, координати падіння — 31° пд. ш. 93° сх. д.
Шатл «Колумбія» вийшов на навколоземну орбіту зі швидкістю 27 871 км/год.
Після виходу на орбіту астронавти Янг і Кріппен почали перевірки систем шатла. Вони виконували пробні включення двигунів системи орбітального маневрування і двигунів орієнтації, а також, для випробування приводів і замків в умовах космосу, двічі відкривали і закривали стулки вантажного відсіку шатла.
Були виявлені 15 пошкоджених теплоізолювальних плиток на гондолах двигунів системи маневрування. Фахівці НАСА запевнили, що ці пошкодження не завадять безпечному приземленню «Колумбії», оскільки основне навантаження під час приземлення несе теплозахист днища і крила шатла.
Через 3,5 години після старту Янг і Кріппен зняли свої герметичні скафандри і залишилися в польотних комбінезонах. Скафандри вони знову наділи за 4 години до сходу з орбіти і приземлення. У перших декількох польотах на шатлі були тільки пристрої для розігріву їжі, потім на шатлах були встановлені блоки приготування їжі. У випробувальних польотах у шатлі не було обладнаних спальних місць, астронавти спали пристебнутими у своїх кріслах.
Додавання в план польоту передавалися з центру управління в Г'юстоні по каналах зв'язку на борт «Колумбії» і роздруковувався на принтері.
О 1 годині 13 квітня закінчився перший робочий день на орбіті. Астронавти повинні були відправитися спати, але вони ще довго милувалися Землею через ілюмінатори.

### Другий день польоту
9:00 13 квітня — 1:00 14 квітня
Астронавти продовжили випробування двигунів системи орбітального маневрування.
Під час польоту астронавти Янг і Кріппен розмовляли телефоном із віцепрезидентом США Джорджем Бушем.
Астронавти намагалися замінити що вийшов з ладу магнітофон, призначений для запису показань приладів і польотних даних. Оскільки на борту було всього три таких прилади, кожен із яких міг записувати дані протягом шести годин, відсутність одного з них могло означати втрату важливої інформації. Однак замінити несправний прилад не вдалося.

### Третій день польоту
14 квітня
О 4 годині астронавти були розбуджені аварійним сигналом, який був викликаний охолодженням однієї з трьох допоміжних силових установок. Допоміжні силові установки використовуються під час старту і приземлення, а під час польоту по орбіті в них підтримується робоча температура. Фахівці НАСА порахували, що це охолодження чи не небезпечно, оскільки для приземлення достатньо двох працюючих установок. Астронавти змогли знову відправитися спати. Офіційне закінчення періоду сну о 8 годині 41 хвилину за Гринвічем, але астронавти прокинулися задовго до цього терміну.
Астронавти перевіряли прилади шатла, які повинні бути задіяні під час приземлення, і переводили в економний режим інші прилади.
Більшу частину польоту шатл «Колумбія» розташовувався днищем вгору, в бік космосу і відкритим вантажним відсіком у бік землі. Вантажний відсік був закритий приблизно о 14 годин 30 хвилин, за чотири години до приземлення.
Двигуни системи маневрування були включені на гальмування 14 квітня о 17 годині 21 хвилини 30 секунд за Гринвічем (53 години 28 хвилин бортового часу, відраховується від початку старту шатла). Тривалість гальмівного імпульсу — 2 хв 27 с. У цей час «Колумбія» перебувала над Індійським океаном (40° пд. ш. 63° сх. д). Після входу в атмосферу «Колумбія» була оточена плазмою, і протягом 15 хвилин центр управління не мав зв'язку з кораблем.
Для інформаційної підтримки та фотозйомки «Колумбії» при приземленні з бази Едвардс піднялися чотири літаки. П'ятий літак спостерігав за метеоумовами в районі підльоту й приземлення.
На висоті 58 км «Колумбія» перетнула кордон штату Каліфорнія з боку Тихого океану. Щоб погасити швидкість, шатл зробив кілька поворотів.
О 18 год 20 хв 57 с за Гринвічем (10:21 за часом Тихоокеанського узбережжя США, 54 год 27 хв 43 с бортового часу) шатл «Колумбія» приземлився на злітно-посадковій смузі № 23 висохлого озера Роджерса в пустелі Мохаве на військово-повітряній базі Едвардс в Каліфорнії. Після дотику ЗПС до повної зупинки «Колумбія» за 60 с пробігла 2,7 км. Швидкість «Колумбії» при приземленні становила 352 км/год, вертикальна швидкість — 0,23 м/с. Приземлення проводилося під ручним управлінням екіпажу.
Янг і Кріппен вийшли з «Колумбії» через годину, після того як із шатла були злиті залишки отруйного пального і сам шатл охолов.
За час польоту шатл «Колумбія» подолав 1 730 000 км і здійснив 37 витків навколо Землі.

### Технічні параметри польоту
- Вага при зльоті: 99 455 кг
- Вага при приземленні: 88 082 кг
- Вага корисного навантаження: 4909 кг
- Кількість витків: 37
- Пройдена відстань: 1 729 347 км
- Перигей: 240 км
- Апогей: 251 км
- Період обігу: 89,2 хв
- Нахил орбіти: 40,3°
- Ексцентриситет орбіти: 6,04·10−4
- Швидкість при приземленні: 339 км/год

## Після польоту
Політ шатла «Колумбія» STS-1 був першим із запланованих чотирьох випробувальних польотів. Перший експлуатаційний політ шатла «Колумбія» STS-5 був запланований на вересень 1982 року.
Після приземлення з'ясувалося, що «Колумбія» втратила 16 теплозахисних плиток і 148 плиток були пошкоджені.
Негативні моменти, виявлені вчасно першого польоту шатла: пошкодження плиток теплозахисного покриття, проблеми з допоміжною силовою установкою, втрата даних записуючого польотного пристрою і несподівано сильна ударна хвиля від вихлопу твердопаливних прискорювачів. У цілому перший пілотований політ шатла визнається успішним.
Політ «Колумбії» STS-1 — це спільний успіх НАСА, компаній Rockwell International, Martin Marietta, Тіокол та інших державних і комерційних підприємств, які створювали шатл і готували екіпаж.
20 квітня шатл «Колумбія», встановлений на спині спеціально обладнаного літака Boeing 747, злетів з бази Едвардс у напрямку космічного центру у Флориді. Через 3,5 год літак із шатлом здійснив проміжну посадку для ночівлі на військово-повітряній базі Тінкер в штаті Оклахома. 21 квітня переліт був продовжений. Через 3 години і 20 хвилин після зльоту з Оклахоми, «Боїнг» із шатлом «Колумібія» приземлився в космічному Центрі імені Кеннеді у Флориді. Шатл «Колумбія» почав готуватися до свого другого польоту — STS-2.
Через місяць після польоту Президент США Рональд Рейган вручив Джону Янгу Космічну медаль пошани Конгресу. Аналогічну медаль Роберту Кріппену вручив Президент США Джордж Буш у квітні 2006 року, у 25-ту річницю першого польоту «Колумбії».

## Відгуки про політ «Колумбії»
Уривок із повідомлення ТАРС до першого польоту шатла 14 квітня 1981 року:
…Пентагон також розраховує використовувати човникові кораблі для регулярного виведення в космос супутників-шпигунів і іншого важкого військового обладнання. Саме за наполяганням міністерства оборони, повідомила телекомпанія Ей-бі-сі, вантажопідйомність корабля збільшена до 30 тонн. Згідно з даними «Нью-Йорк таймс», у разі успіху намічено ще три випробувальні польоти «Колумбії». У цей час у стадії будівництва перебувають ще щонайменше три кораблі за програмою «Шаттл». До 1992 року заплановано 113 польотів за програмами Пентагону.

## Галерея

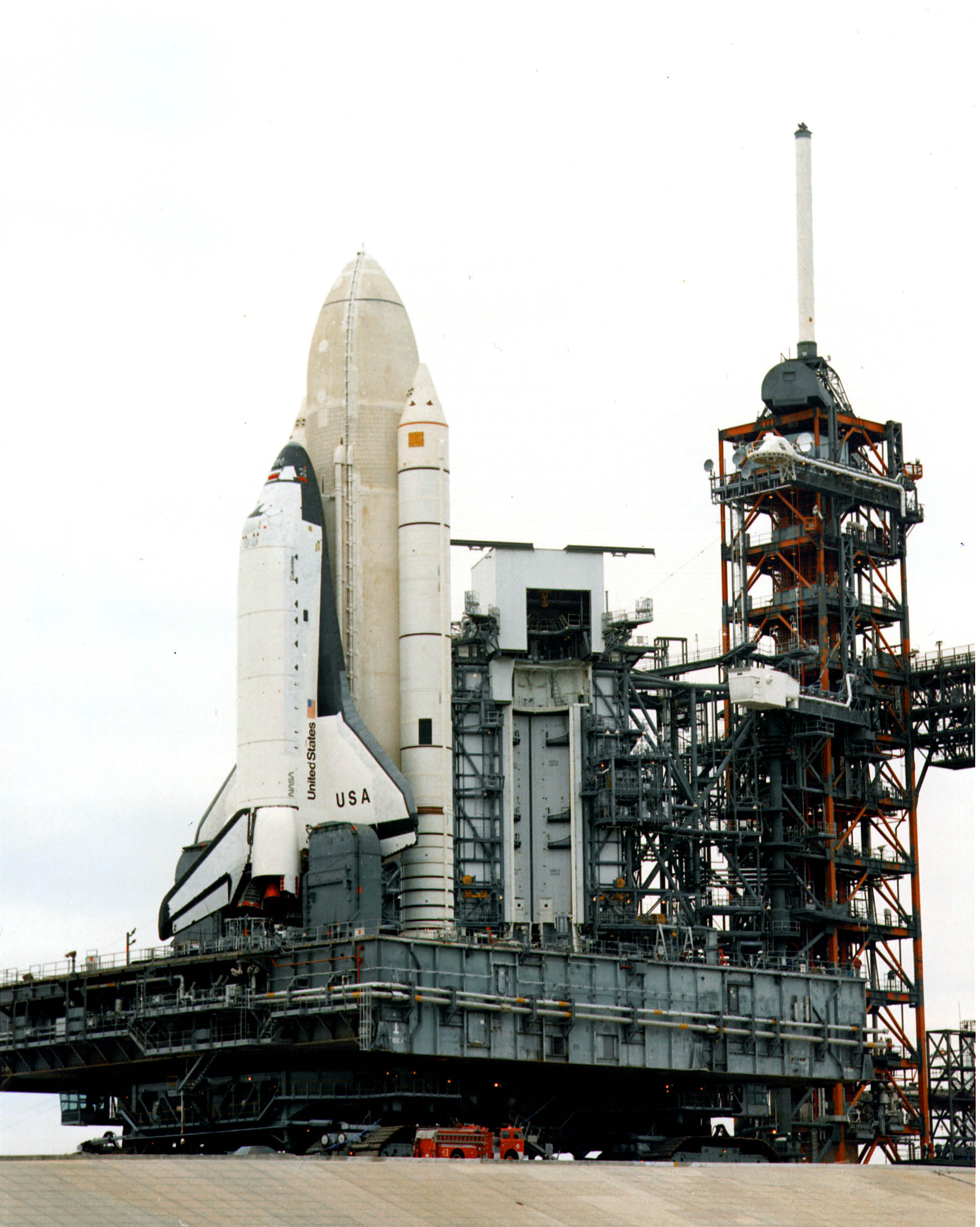
Прибуття «Колумбії» в комплекс 39A, 29.12.1980.
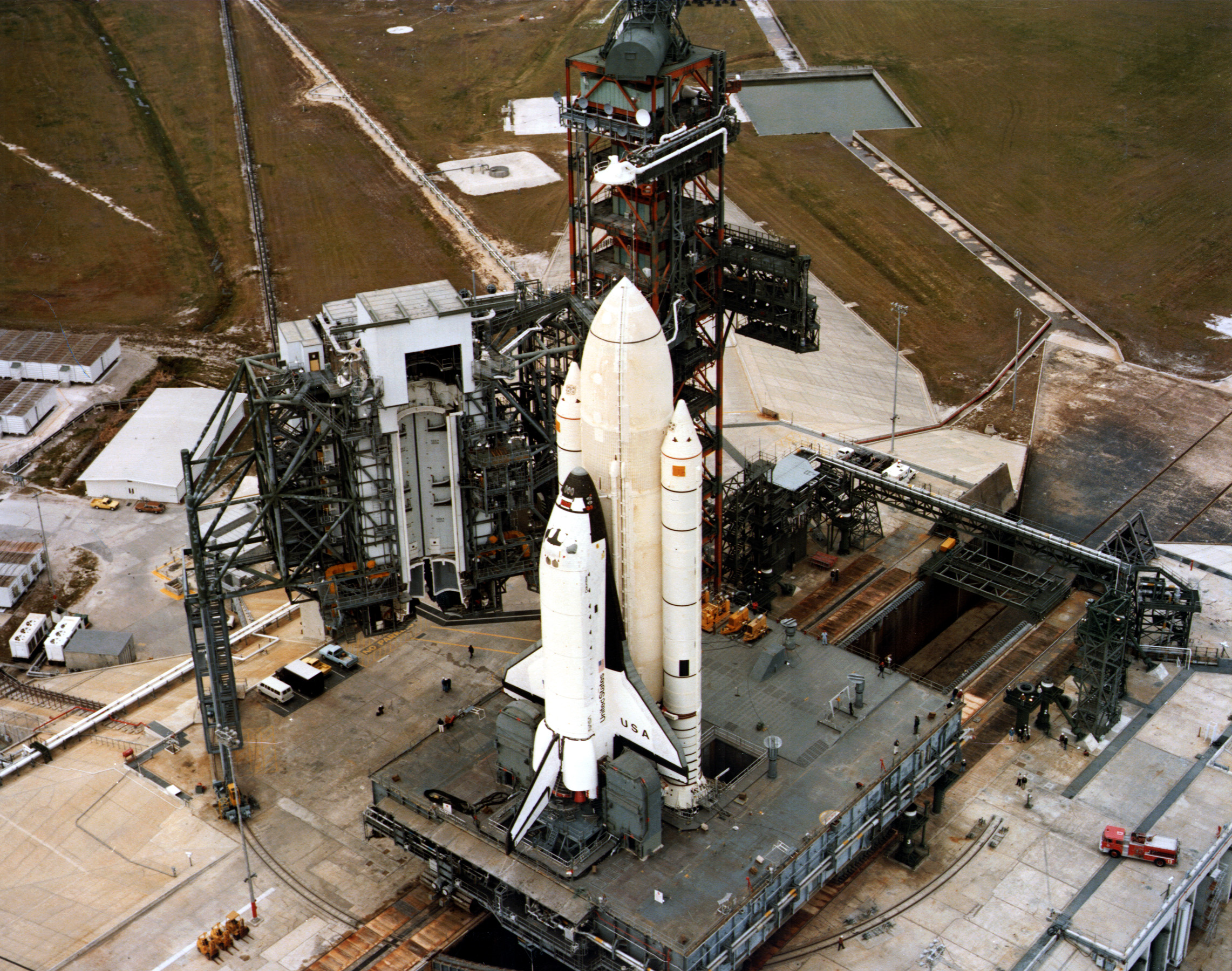
Прибуття в комплекс 39A.
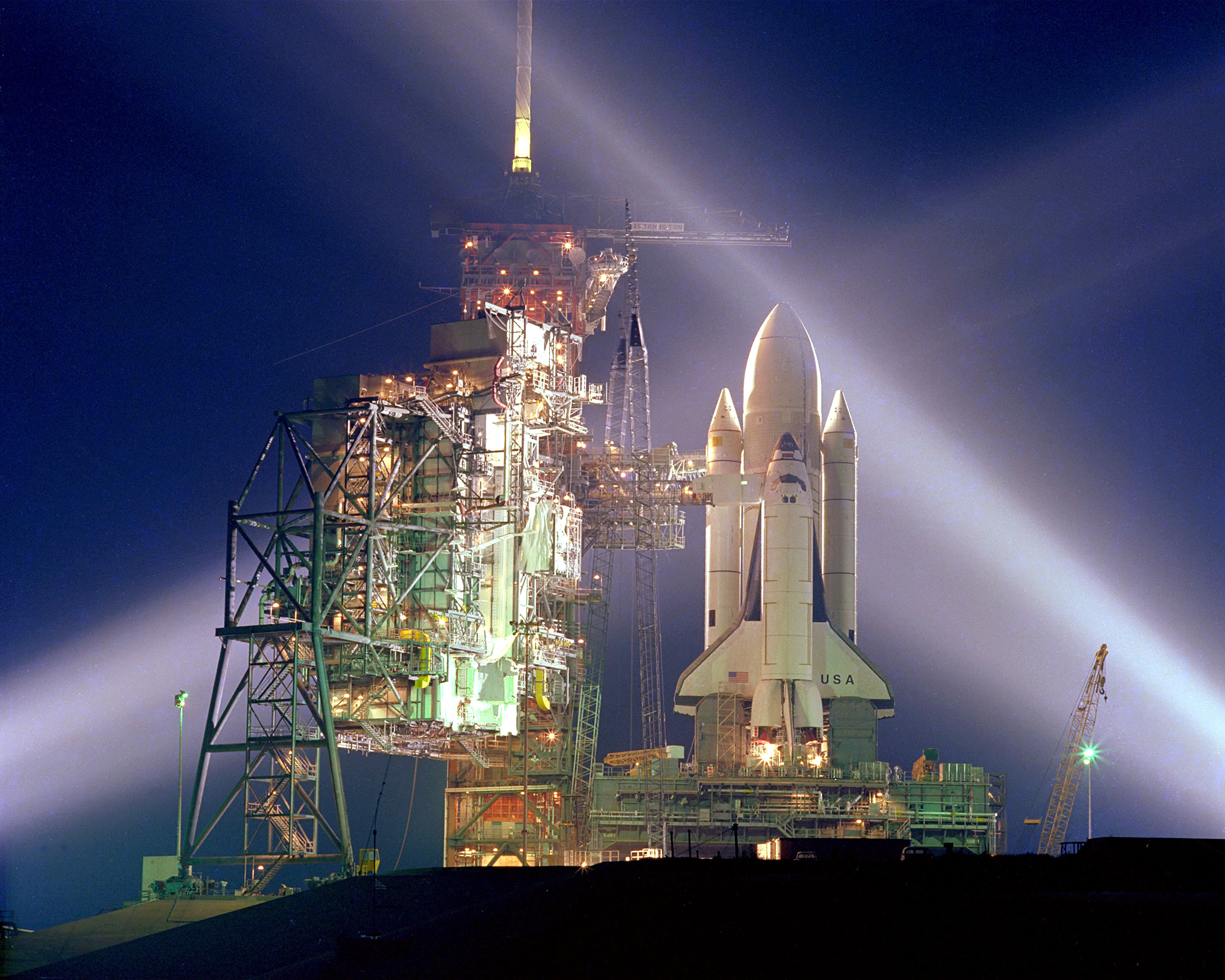
«Колумбія» на пусковому майданчику А, комплекс  9, 12.04.1981.
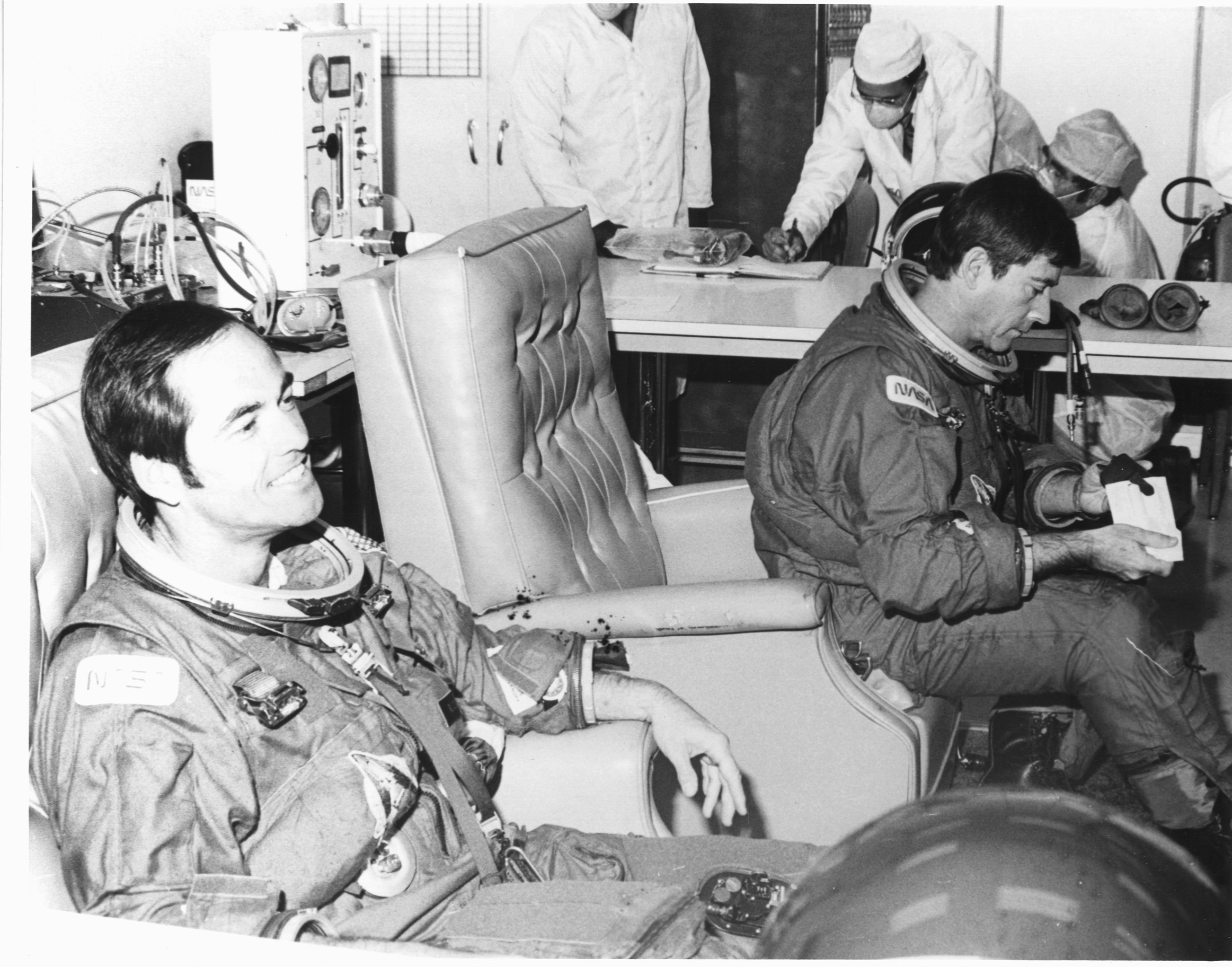
Командувач Джон Янг (праворуч) і льотчик Роберт Кріппен (ліворуч) костюм для запуску, 12.04.1981.
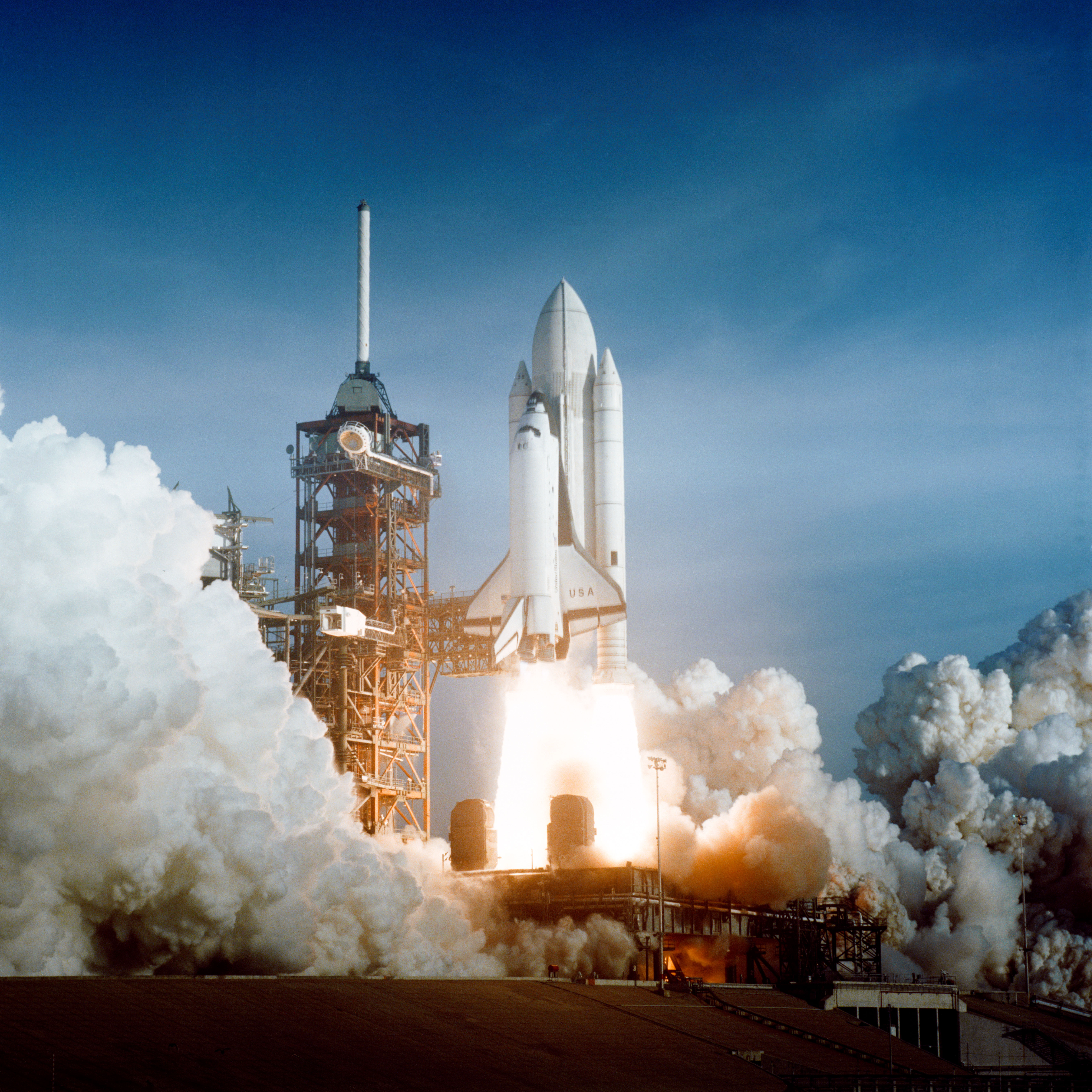
Зліт STS-1.
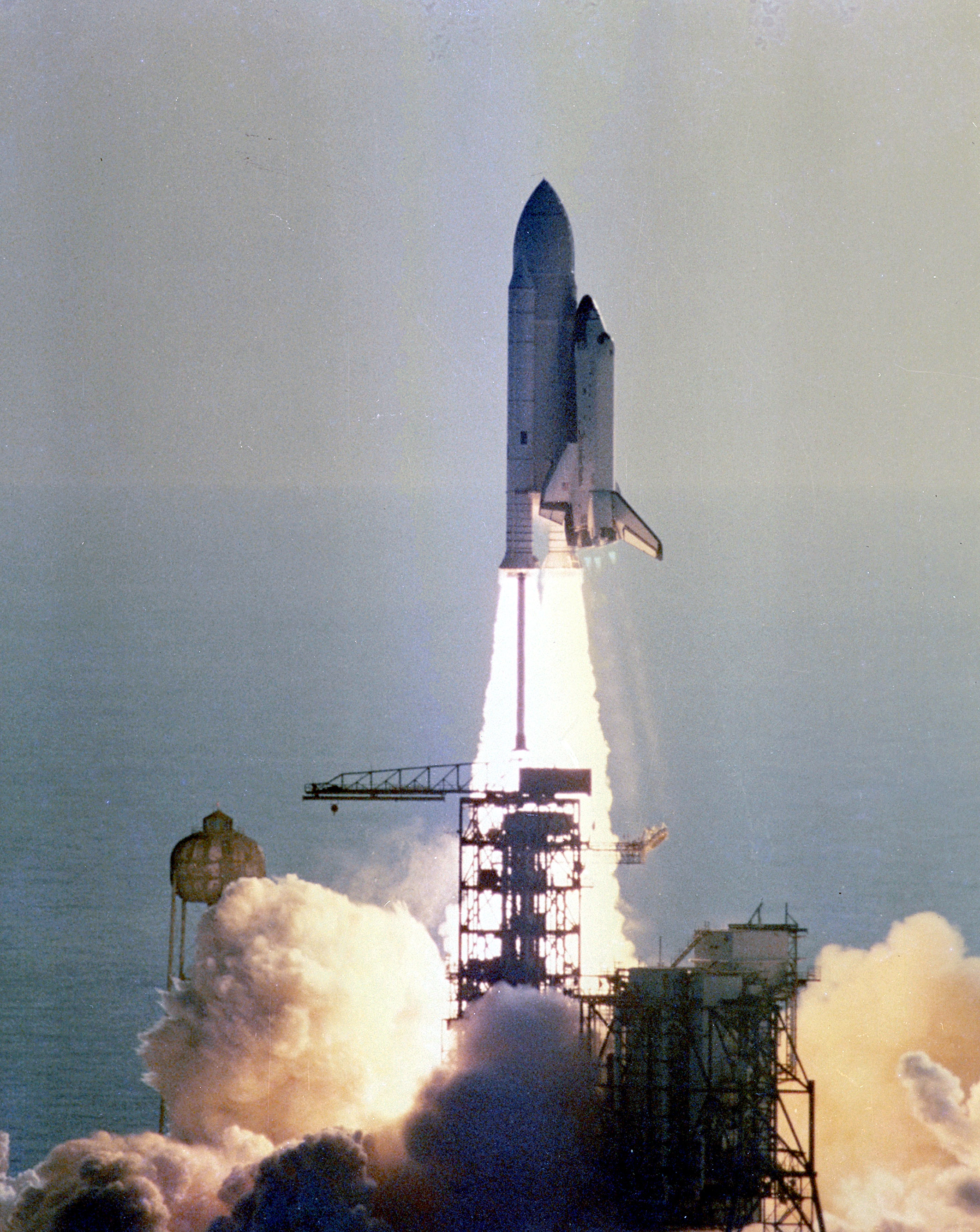
«Колумбія» стартує на початку STS-1
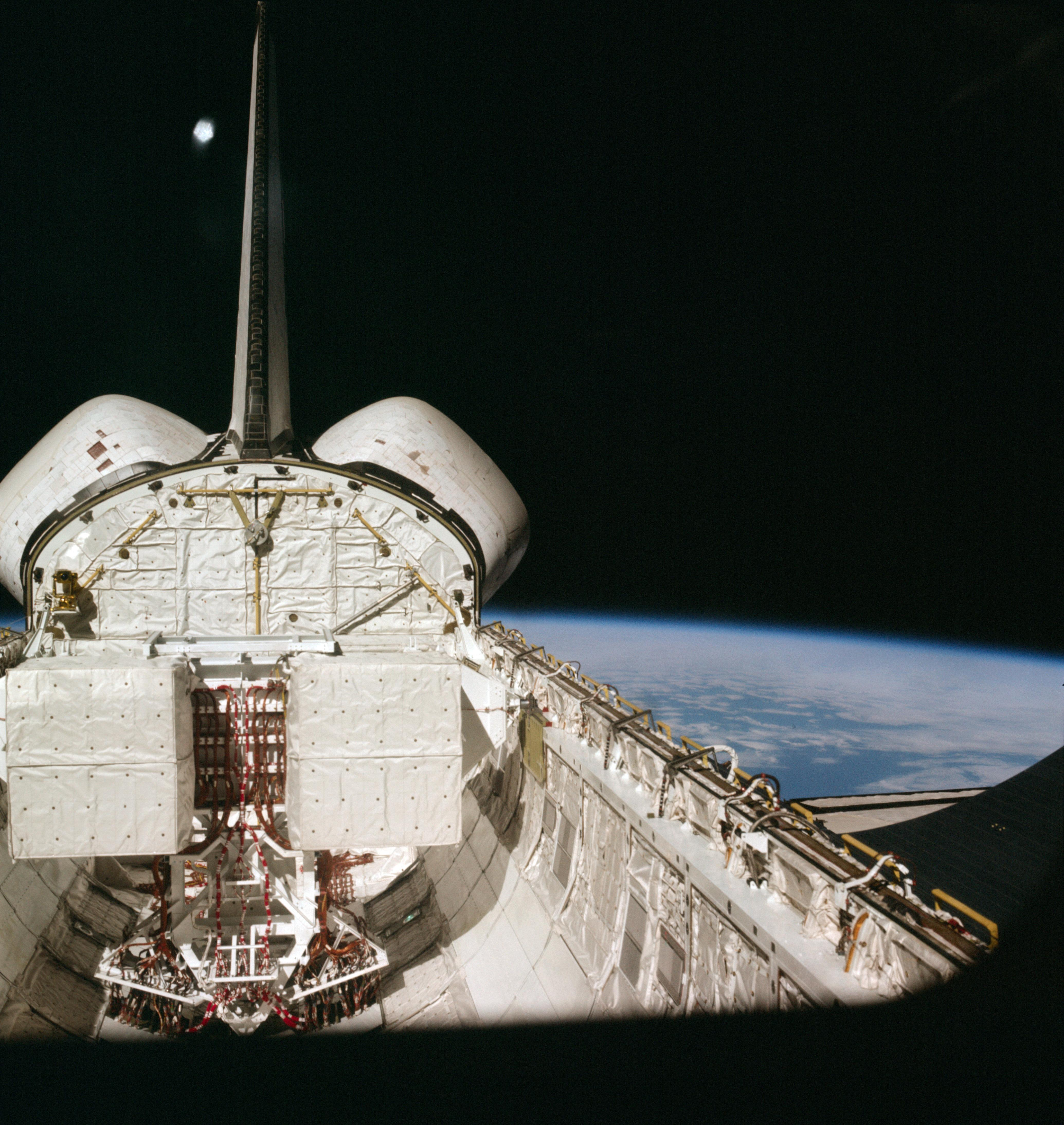
Вантажний відсік і на кормі розділі «Колумбії», 12.04.1981.
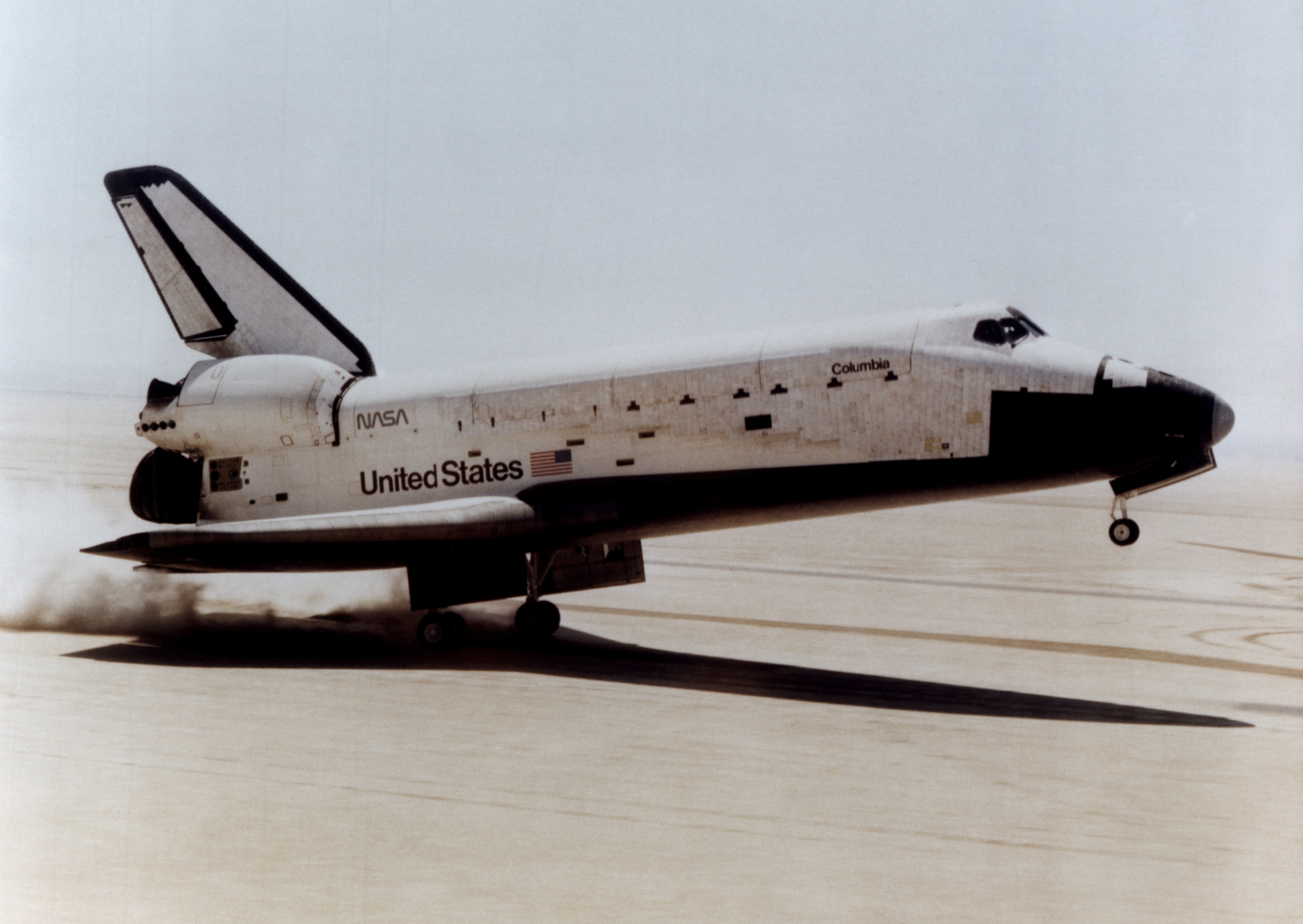
Колумбія посадки на Роджерс Висохлого Озера на базі ВПС Едвардс, 14.04.1981.
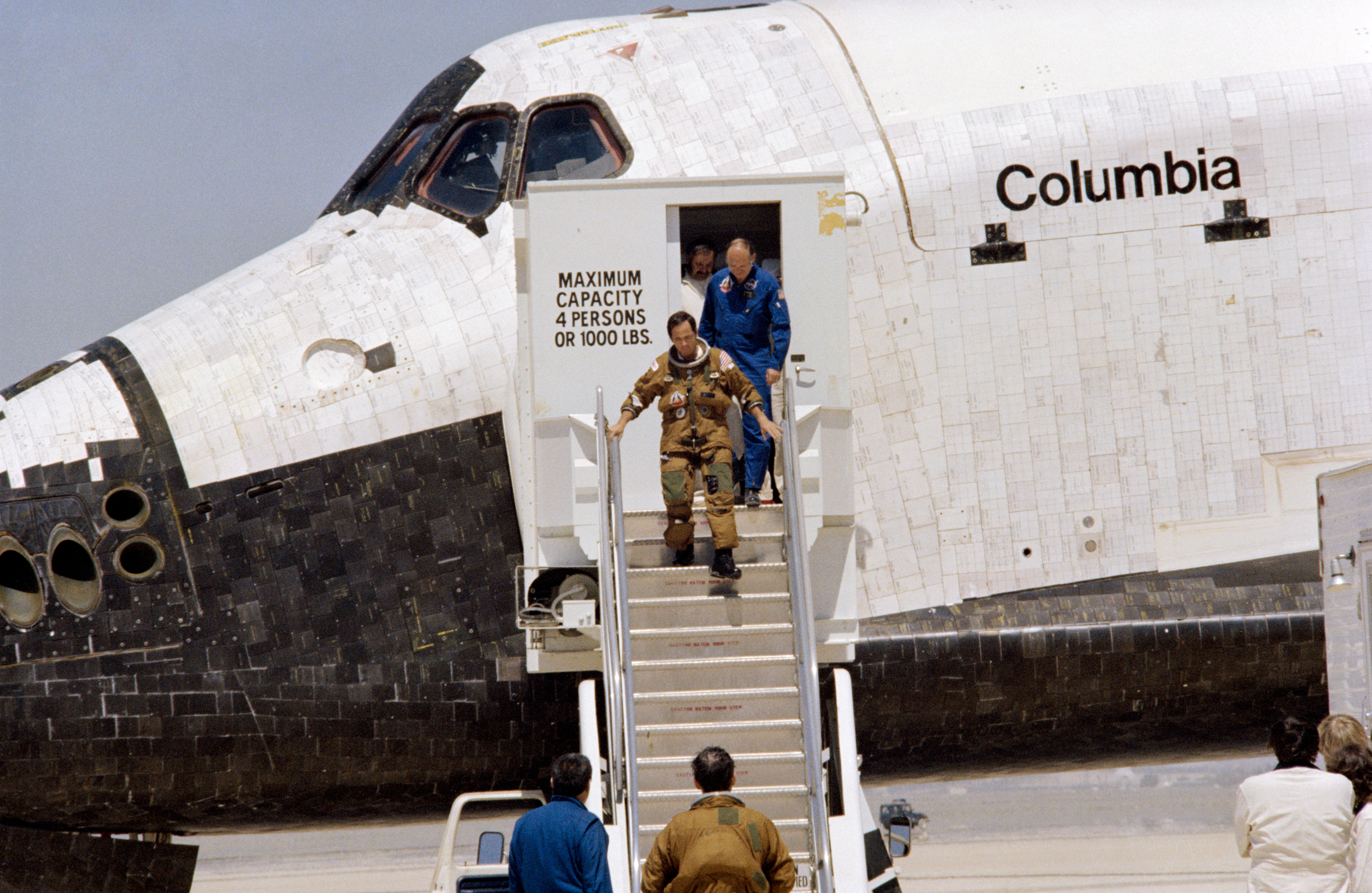
«Колумбія» після його успішної посадки.
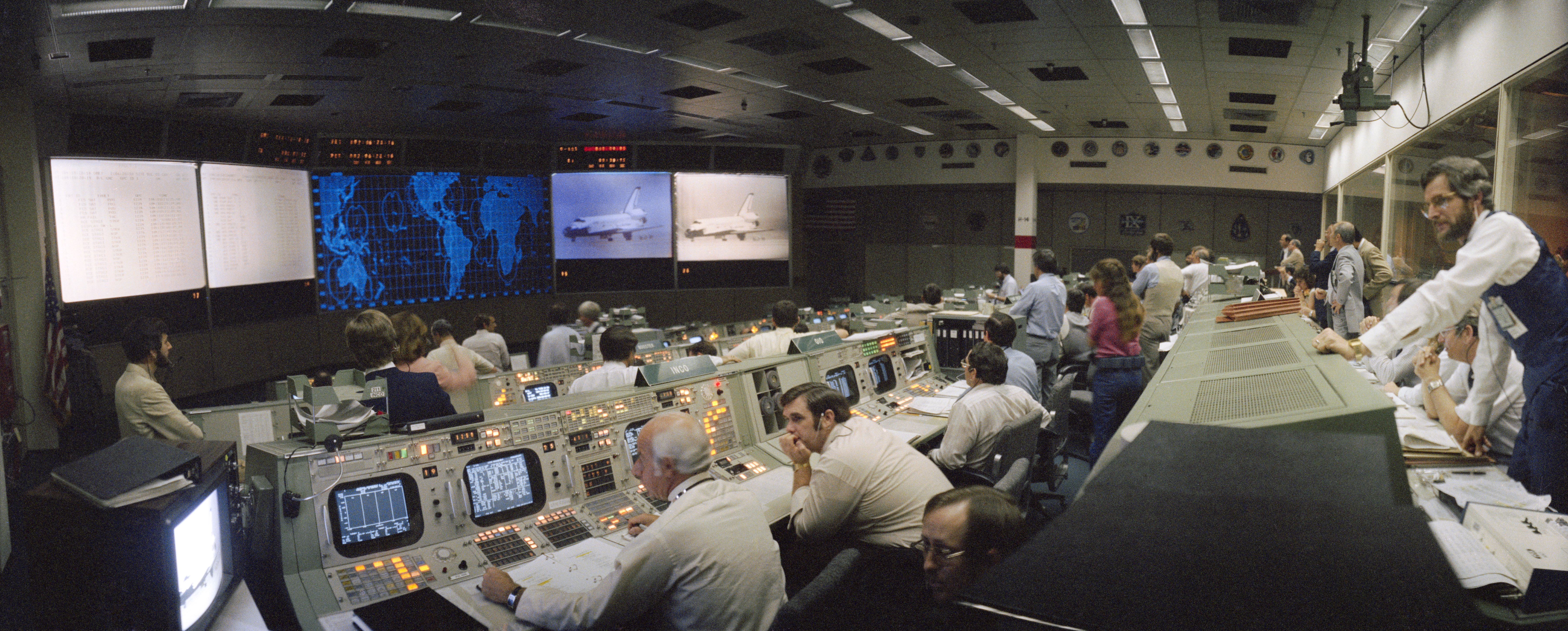
Загальний вид операцій управління польотами кімнату під час посадки фази «Колумбії».
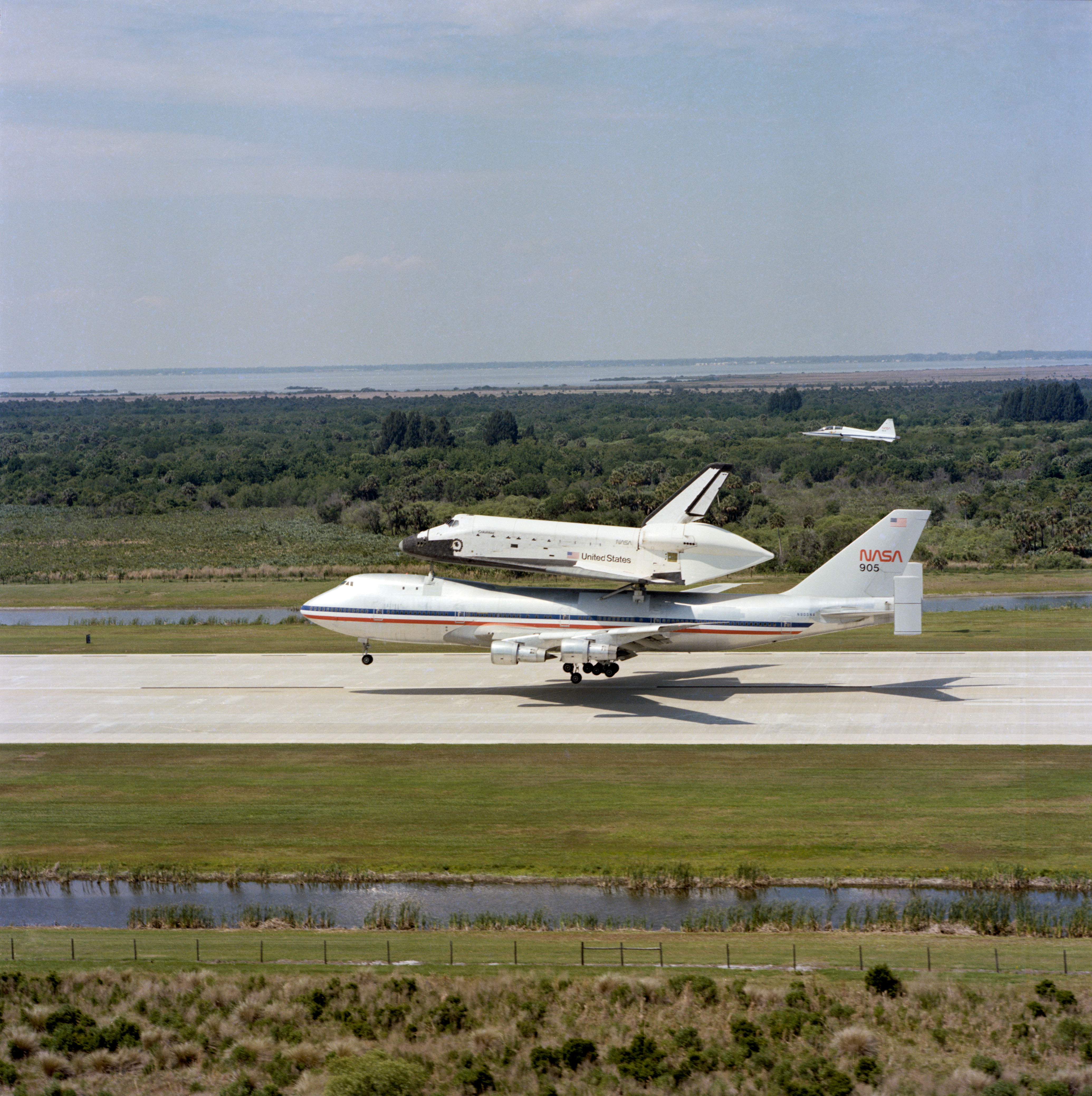
«Колумбія», встановлена на літак-носій для перельоту, прибуває в Космічний центр Кеннеді після STS-1 для підготовки до її наступної місії.